# Кусовы
Кусовы — русский дворянский и баронский род.

## Происхождение
Происходит от санкт-петербургского первостатейного купца Василия Григорьевича Кусова (1729—1788), отец и дядя которого торговали игрушками. Василий Григорьевич с 1766 года жил в Петербурге, где завел обширную заграничную торговлю; вступив в непосредственные сношения со многими портами Германии, Франции и Англии, даже Испании, он отправлял за границу лес, сало, пеньку, железо, и в огромном количестве ввозил колониальные товары. Он положил основание фирме, более 100 лет занимающей одно из виднейших мест в петербургском купечестве. Жена — Неонила Яковлевна Кусова (1731—1791).
Его сын Иван Васильевич Кусов (1750—1819) с 1788 года возглавил торговую контору и открыл в Москве и Амстердаме её отделения, которыми управляли его сыновья. Был одним из учредителей Российско-Американской компании. Основал в Петербурге сахарный, поташный, водочный и кожевенный заводы. В 1800 году одним из первых в России был Высочайше пожалован званием коммерции советника одновременно с учреждением этого звания. Много лет состоял членом совета Петербургского коммерческого училища. Был женат на Пелагее Ивановне Кокушкиной  (1759—1797), имел многочисленное семейство и славился своим хлебосольством.
Определением Правительствующего Сената от 16 ноября 1848 г. признаны в дворянстве, со внесением в первую часть дворянской родословной книги, Василий Иванович Кусов с братом Александром, по заслугам отца их коммерции советника Ивана Васильевича Кусова (1750—1819), а определением Правительствующего Сената 9 февраля 1882 года утверждено постановление С.-Петербургского дворянского депутатского собрания 3 декабря 1881 года о сопричислении Ивана Васильевича Кусова с женой Ольгой Алексеевной, с детьми: Иваном и Ольгой к роду Кусовых.
Родные дяди Василия Ивановича: коммерции советник Алексей и коллежский советник Николай (Санкт-Петербургский городской голова), сыновья Ивана, и внуки Василия Григорьевича, Кусовы признаны в дворянском достоинстве — первый, как старший в роде, по именитости отца и деда Высочайше утверждённым 27 марта 1830 г. мнением Государственного Совета.
Алексей Алексеевич Кусов в 1866 году, в честь 100-летия торгового дома, был возведён в баронское достоинство Российской империи.
Род Кусовых был внесён в V и I части родословных книг Санкт-Петербургской губернии и V часть родословных книг Витебской губернии Российской империи.
- Кусов, Владимир Святославович (1935—2009) — выдающийся российский учёный, историк-картограф, исследователь старинных русских чертежей, положивший начало многим научным направлениям в исторической картографии, доктор географических наук, профессор географического факультете МГУ им. М. В. Ломоносова.
- Кусов, Иван Алексеевич (1809—1865) — генерал-майор, участник русско-турецкой войны 1828—1829 годов и Венгерского похода 1849 года.

## Родословная
- Григорий
  - Василий Григорьевич (род. 1729, ум. 18.09.1788). Жена: Неонила Яковлевна, урожд. N (род. 1731 (1732), ум. 1791).
    - Иван Васильевич (род. 1750, ум. 18.08.1819), коммерции советник. Жена: Пелагея Ивановна, урожд. Кокушкина (род. 1759 (1760), ум. 1797), дочь Ивана Козьмича Кокушкина и Анны Ивановны, урожд. N.
      - Алексей Иванович (род. 10.03.1779, ум. 16.07.1848), коммерции советник, признан в дворянстве (27.03.1830). 08.07.1832 года жалован дипломом на потомственное дворянское достоинство и гербом, внесённым в Сборник дипломных гербов Российского Дворянства, не внесённых в Общий Гербовник (том VII, стр.148) . Жена: Екатерина Ивановна, урожд. Хмельницкая (род. 01.11.1788, ум. 07.06.1853, Санкт-Петербург), дочь Ивана Парфеновича Хмельницкого (род. 1742, ум. 01.02.1794).
        - Иван Алексеевич (род. 05.02.1809, ум. 06.08.1865, Санкт-Петербург).
        - Василий Алексеевич (род. 1812, ум. 1867).
        - Алексей Алексеевич 1-й барон Кусов (20.05.1866) (род. 1814, ум. 1867).
          - Барон Владимир Алексеевич (род. 1851, ум. 1917), действительный статский советник; чиновник особых поручений Дирекции императорских театров. Вместе с женой и детьми определением Правительствующего Сената от 27.01.1892 г. утверждён в баронском достоинстве со внесением в V часть Родословной книги. Жена: Вера Александровна, урожд. Кусова.
            - Барон Георгий Владимирович (род. 17.06.1887, Санкт-Петербург, ум. ?). 16.06.1919 отправлен в Москву и заключён в Бутырскую тюрьму. По ходатайству юридического отдела Московского Политического Красного Креста освобождён, продолжил служение в Красной армии. В 1924 — демобилизован, работал в советских учреждениях в Ленинграде. В марте 1935 — выслан из Ленинграда в посёлок Зубчаниновка Куйбышевской области на 5 лет. Кусов Георгий Владимирович, . Жена: Вера Илларионовна, урожд. Горленко, дочь полковника Иллариона Владимировича Горленко и Марии Ивановны, урожд. Долиной.
            - Баронесса Кира Владимировна.
            - Баронесса Марина Владимировна.

          - Барон Борис Алексеевич (род. 1862, ум. ?). Вместе с женой и детьми определением Правительствующего Сената от 27.01.1892 г. утверждён в баронском достоинстве со внесением в V часть Родословной книги. Жена: Екатерина Александровна, урожд. Спиридонова.
            - Баронесса Фаина Борисовна.
            - Баронесса Зоя Борисовна.

        - Виктор Алексеевич (род. 1829, ум. 1902). Жена: Мария Васильевна, урожд. Попова (род. 1843, ум. ?).
        - Вера Алексеевна. Муж: Александр Павлович Волков (род. 23.04.1810, ум. 15.03.1880), сын Павла Платоновича Волкова (род. 1776, ум. ?) и Авдотьи Васильевны, урожд. Мересковой.

      - Николай Иванович (род. 1781, ум. 1856), коллежский советник, Санкт-Петербургский городской голова, признан в дворянстве (27.03.1830). 08.07.1832 года жалован дипломом на потомственное дворянское достоинство и гербом, внесённым в Сборник дипломных гербов Российского Дворянства, не внесённых в Общий Гербовник (том VII, стр.148) . Жена: Мария Ивановна, урожд. N (род. 1796, ум. 1862).
      - Пелагея Ивановна (род. 1783, ум. ?). Муж: Иван Александрович Уваров (род. 1777, ум. 1834), сын Александра Яковлевича Уварова (род. 1736, ум. 1808) и Матрёны Ивановны, урожд. Черниковой (род. 1749, ум. 1781).
      - Сергей Иванович (род. 1784, ум. 1824). Жена: Фиония (Хиония) Николаевна, урожд. Кусовникова (род. 1793, ум. 1856).
        - Мария Сергеевна (род. 1818, ум. 1910). Муж: Александр Александрович Ольхин (род. 1812, ум. 1873), сын Александра Васильевича Ольхина (род. 20.06.1771, ум. 19.08.1815) и Елизаветы Николаевны, урожд. Кайдановой (ум. 08.09.1861).
        - Юлия Сергеевна (род. 08.01.1819, ум. 05.12.1887). Муж: Валентин Андреевич Коссиковский, сын Андрея Ивановича Коссиковского (род. 1768, ум. 23.06.1838) и Татьяны Николаевны, урожд. N (ум. 19.10.1854).

      - Мария Ивановна (род. 1784, ум. 1848). Муж: Яков Иванович Билибин (род. 1779, ум. 1854), сын Ивана Харитоновича Билибина (род. 1748, ум. 1808). Их правнук — Иван Яковлевич Билибин.
      - Василий Иванович, признан в дворянстве (16.11.1848). Жена: Каролина Петровна, урожд. N.
        - Елизавета Васильевна (род. 28.12.1834, Санкт-Петербург).
        - Серафима Васильевна (род. 17.07.1840, Санкт-Петербург).
        - Александра Васильевна (род. 01.10.1847, Санкт-Петербург).

      - Илья Иванович
      - Александра Ивановна (род. 1778, Санкт-Петербург, ум. 1843, там же). Муж: Иван Иванович Ростовцев (род. 09.09.1764, ум. 24.08.1807), сын Ивана Алексеевича Ростовцева (род. 1730, ум. 1804) и Матрёны Андреевны, урожд. N (род. 1748, ум. 1805).
      - Прасковья Ивановна. Муж: Хлапонин.
      - N Ивановна. Муж. Пётр Иванович (Пьетро) Липранди (род. 1755, Пьемонт, ум. 02.11.1810, Санкт-Петербург).

## Описание герба
В щите на серебряном поле червлёная извивающаяся змея в столб, за ней накрест положенные опрокинутый червлёный жезл и лазоревый меч остриём вниз. В главе щита шестиконечная золотая звезда между двух серебряных орлиных крыльев.
Щит увенчан баронской короной и двумя баронскими коронованными шлемами. Нашлемники: правый — три страусовых пера, из коих среднее серебряное, правое червлёное, а левое лазоревое; левый — золотая шестиконечная звезда между двух серебряных орлиных крыльев. Намёты правого шлема — червлёный с серебром, левого — лазоревый с золотом. Щитодержатели: два грифа с червлёными глазами и языками, верхняя их половина синяя, нижняя серебряная. Девиз: «ТРУДОМ И ТВЕРДОСТИЮ» червлёным на серебряной ленте.
Герб барона Кусова внесён в Часть 12 Общего гербовника дворянских родов Всероссийской империи, стр. 37.

## Портреты
- Портрет Василия Григорьевича Кусова работы неизвестного художника, 1772 г.
- Портрет Ивана Васильевича Кусова работы О. Кипренского, 1808 г.
- Портрет Алексея Ивановича Кусова работы В. Тропинина, 1820-1830-е гг.
- Портрет Николая Ивановича Кусова работы П. Чеборатёва, 1849 г.
- Портрет Марии Ивановны Билибиной, ур. Кусовой работы Э. Виже-Лебрен, 1800 г.